# Pomnik Powstańców Śląskich w Nikiszowcu
Pomnik Powstańców Śląskich w Katowicach-Nikiszowcu (właśc. pomnik ku czci Bohaterów Powstań Śląskich) – pomnik upamiętniający powstańców śląskich, zlokalizowany na skwerze przy ulicy Zamkowej w Katowicach, na terenie dzielnicy Janów-Nikiszowiec.
Pomnik ku czci bohaterów Powstań Śląskich stoi w innym miejscu niż przedwojenny, który zbudowano w 1922 roku naprzeciwko gmachu urzędu gminy Janów (obecnie szpital przy ul. Szopienickiej), niedaleko boiska szkolnego. Monument został zburzony przez hitlerowców we wrześniu 1939 roku. Nowy obelisk po II wojnie światowej zlokalizowano na skwerze przy ulicy Zamkowej.
Na cokole obelisku wyryto orła i napisy, z przodu:

Cześć bohaterom, którzy walczyli o wolność naszą w roku 1919−1920−1921

Z tyłu:

Na pamiątkę wyzwolenia Górnego-Śląska r. 1922

W 2012 roku plac, na którym stoi pomnik, nazwano skwerem Artystów Grupy Janowskiej.